# The Time Machine (album)
Albums de Gary Burton
The Groovy Sound of Music
(1964) Tennessee Firebird
(1966)
The Time Machine est un album de jazz du vibraphoniste américain Gary Burton enregistré en avril 1966 et commercialisé la même année.

## Liste des titres
| No  | Titre              | Musique                    | Durée |
| --- | ------------------ | -------------------------- | ----- |
| 1.  | The Sunset Bell    | Gary Burton                | 5:04  |
| 2.  | Six-Nix, Quix, Fix | Gary Burton                | 6:08  |
| 3.  | Interim I          | Gary Burton                | 1:36  |
| 4.  | Chega de Suadate   | Antônio Carlos Jobim       | 4:43  |
| 5.  | Childhood          | Michael Gibbs              | 1:02  |
| 6.  | Deluge             | Michael Gibbs              | 4:47  |
| 7.  | Norwegian Wood     | John Lennon/Paul McCartney | 3:26  |
| 8.  | Interim II         | Gary Burton                | 0:54  |
| 9.  | Falling Grace      | Steve Swallow              | 4:00  |
| 10. | My Funny Valentine | Richard Rodgers            | 5:33  |